# Мочальников, Николай Иванович
Николай Иванович Мочальников (1925—2001) — советский хозяйственный, государственный и политический деятель, буровой мастер управления буровых работ № 2 объединения «Куйбышевнефть» Министерства нефтяной промышленности СССР, Куйбышевская область. Герой Социалистического Труда (1971), лауреат Государственной премии СССР.

## Биография
Родился в 1925 году в Куйбышевской области. Член КПСС.
Участник Великой Отечественной войны. С 1943 года — на хозяйственной, общественной и политической работе. В 1943—1981 гг. — рабочий, бурильщик, буровой мастер Нефтегорского управления разведочного бурения объединения «Куйбышевнефть».
30 марта 1971 года Указом Президиума Верховного Совета СССР удостоен звания Героя Социалистического Труда «за выдающиеся заслуги в выполнении заданий пятилетнего плана по добыче нефти и достижение высоких технико-экономических показателей в работе» с вручением ордена Ленина и золотой медали Серп и Молот.
За внедрение эффективных форм хозяйствования в составе коллектива удостоен Государственной премии СССР за выдающиеся достижения в труде 1975 года.
Избирался депутатом Верховного Совета РСФСР 8-го созыва.
Почётный гражданин Нефтегорска Самарской области.